# Поверхня Фермі
У фізиці конденсованої речовини поверхня Фермі — це поверхня в імпульсному просторі, яка відокремлює зайняті стани від незайнятих станів електронів при нульовій температурі. Форма поверхні Фермі випливає з періодичності та симетрії кристалічної ґратки та із заповнення електронних енергетичних зон. Існування поверхні Фермі є прямим наслідком принципу заборони Паулі, який допускає максимум один електрон на квантовий стан. Вивчення поверхонь Фермі матеріалів називається ферміологією.

## Історія
У 1900 році Пауль Друде розробив класичну теорію провідності металів і напівпровідників, що пізніше була названа на честь нього. У ній рух електронів крізь тверде тіло описується подібно до руху частинок через в'язку рідину: електрони час від часу стикаються з іонами і зупиняються, а між цими зіткненнями — прискорюються у напрямку дії поля. Модель Друде давала реалістичні передбачення питомого опору металів і закону Ома, проте не могла пояснити ні величезний опір ізоляторів, ні температурні зміни опору.
На початку 20 століття спільними зусиллями багатьох вчених того часу була створена квантова механіка, і у 1920-х роках ця теорія була застосована для пояснення властивостей твердих тіл. Першою вдалою спробою стала модель вільних електронів створена Зоммерфельдом у 1928 році. Зоммерфельд уточнив теорію Друде, враховуючи що, через принцип заборони Паулі розподіл енергій електронів описується статистикою Фермі—Дірака.
У 1929 році Фелікс Блох показав, що у періодичному потенціалі, яким є потенціал що створюється кристалічною ґраткою іонів, хвильові функції електронів теж будуть мати періодичну форму (так звані Блохівські хвилі), кожна з яких задається деяким хвильовим вектором.
У статті 1933 року Зоммерфельд і Бете вперше розглянули поверхню на просторі хвильових векторів (обернена ґратка), що розділяє зайняті і незайняті стани за нульової температури, а у 1934 році Джонс і Зенер вперше використали термін "поверхня Фермі" для неї.
Також, у 1934 році Генрі О'Браян і Герберт Скіннер вимірюючи характеристичні спектри експериментально показали, що у реальних металах, за ненульової температури, границя між заповненими і незаповненими рівнями достатньо різка, тобто, поверхня Фермі не розмазується. Проте ці експерименти не могли допомогти встановити реальну форму поверхні.
У 1930 році був відкритий Ефект де Гааза-ван Альфена для металів у сильному магнітному полі. Того ж року Ландау дав пояснення цьому ефекту, а у 1939 році, Девід Шенберг зміг поставити експеримент, що дозволяв встановити форму поверхні Фермі для бісмута, аналізуючі квантові осциляції у магнітному полі. Довгий час вважалося, що такі виміри можуть бути проведені виключно для бісмута через його унікальні властивості, проте у 1947 році Джулс Маркус спостерігав квантові осциляції у цинку, а пізніше вони були знайдені і для інших металів. Втім, виявилося, що форма поверхні Фермі для бісмуту дійсно є унікальною, а тому для інших металів не можна було застосувати ту саму методику обчислень. Проте Ларс Онсагер у 1952 році показав, що періоди цих осциляцій напряму залежать від максимальної площі перерізу поверхні Фермі поверхнею, перпендикулярною напрямку магнітного поля. Відповідно, змінюючи напрямок поля можна отримати деяке уявлення щодо форми.
У 1954 році Ернест Зондхаймер і Брайан Піппард встановили зв'язок між кривиною поверхні Фермі і анізотропією поверхневого опору при високочастотних коливань поля. Спираючись на цю залежність, у 1957 році Брайан Піппард зміг визначити форму поверхні Фермі для міді.

## Способи зображення

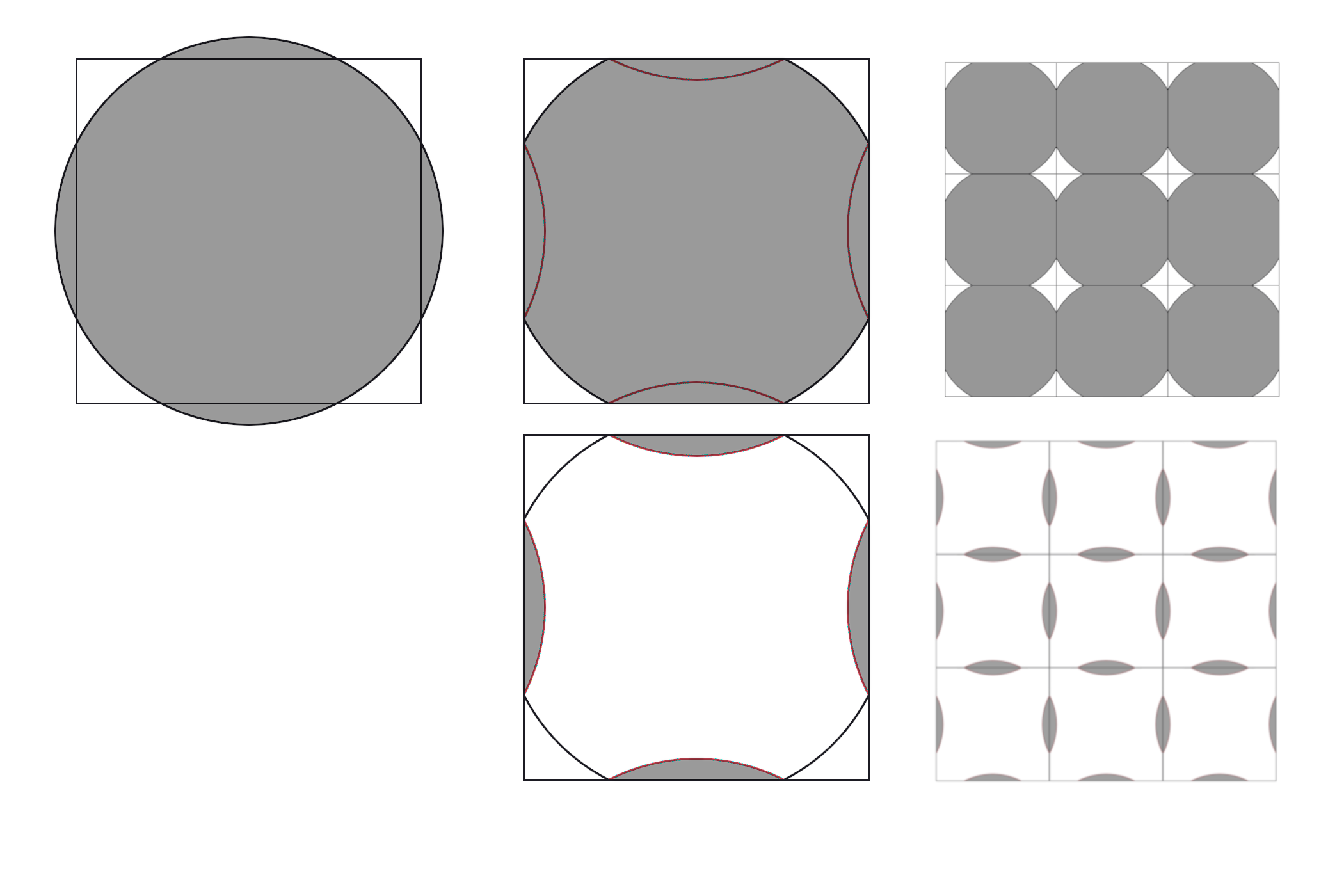
Двовимірний приклад: розширена, приведена і періодична схема, перша зона Бріллюена зверху, друга знизу, сірим кольором зафарбовані зайняті стани. Поверхня Фермі має форму кола

Двовимірний приклад: поверхня Фермі у приведеній схемі, у порівнянні з розширеною для різних радіусів кола. Кольорами позначені різні зони Бріллюена

Існує кілька способів зобразити поверхню Фермі, які називаються схемами. 
Найбільш тривіальною є розширена зонна схема, де форма поверхні показується для однієї зони Бріллюена, і якщо поверхня виходить за межі зони, то вона просто малюється у сусідніх зонах (а поверхні цих сусідніх зон не показуються взагалі). Цей спосіб, не зважаючи на простоту, не завжди є зручним: якщо поверхня Фермі перетинає межі першої зони Бріллюена (а така ситуація є досить розповсюдженою), утворюються ділянки, де різні поверхні накладаються одна на одну. Оскільки існування таких ділянок є важливим для розуміння властивостей металу, часто використовуються інші схеми.
Приведена, або редукована схема: можна зображати лише одну ЗБ, і розглядати усі поверхні Фермі, що потрапили у деяку зону. Вони будуть перекриватися. У цьому випадку, часто позначають ті поверхні, для яких ця зона перша, друга тощо.
Періодична схема: подібна до редукованої, але зображують цілу обернену ґратку (тобто, кілька ЗБ поруч), але малюють тільки ті стани, які є заповненими для зони з деяким номером. Це дозволяє краще зрозуміти взаєморозташування заповнених і незаповнених станів, але потребує більше місця, оскільки кожна зона повинна малюватися окремо.

## Теорія

Приклад побудови комірки Вігнера-Зейтса для двовимірних ґраток

Атоми у кристалах розташовані періодично, тобто, існує деяка трансляційна симетрія — якщо у деякій точці простору {\displaystyle a} є атом, то і у точці 
{\displaystyle a+(n_{1}t_{1},n_{2}t_{2},n_{3}t_{3})=a+\mathbf {T} }
де {\displaystyle t_{1},t_{2},t_{3}} — базис кристалічної ґратки, а {\displaystyle n_{1},n_{2},n_{3}} — довільні цілі числа, теж буде атом. Відповідно, потенціал електричного поля, що створюється ґраткою теж є періодичним. Згідно теоремі Блоха хвильові функції електронів у такому потенціалі будуть мати вигляд
{\displaystyle \psi (\mathbf {r} )=u(\mathbf {r} )\cdot e^{i\mathbf {k} \cdot \mathbf {r} }},
де {\displaystyle u(\mathbf {r} )} — деяка довільна функція що має той же період що і ґратка, тобто {\displaystyle u(\mathbf {r} )=u(\mathbf {r} +\mathbf {T} )}, а {\displaystyle \mathbf {k} } — деякий хвильовий вектор. Якщо додатково накласти умови скінченності кристала (граничні умови Борна-Кармана), це приведе до відповідного обмеження на можливі значення вектору k: необхідно, щоб хвильова функція з таким періодом була б можлива у випадку константного потенціалу всередині кристала, або, іншими словами, кожна компонента вектора k може приймати лише дискретні значення {\displaystyle k_{i}=m_{i}*g_{i}/N_{i}}, де {\displaystyle g_{i}} — деякий базис, який залежить від T ({\displaystyle g_{i}t_{j}=\delta _{ij}*2\pi }, де {\displaystyle \delta _{ij}} — символ Кронекера), {\displaystyle N_{i}} — кількість періодів гратки вздовж розміру кристала (деяке дуже велике число), а {\displaystyle m_{i}} — довільне ціле число.

Перша зона Бріллюена для гранецентрованованої кубічної ґратки (така ґратка є дуже розповсюдженою, тому окремі точки на ній мають сталі позначення)

Таким чином, кожному можливому стану електрона в кристалі відповідає деяка точка у просторі хвильових векторів, і у кожному з станів можуть існувати не більш як два електрони. Кожному такому значенню відповідає деяке значення енергії {\displaystyle E(\mathbf {k} )} Такий простір називається оберненим простором, оскільки хвильовий вектор має розмірність м−1. Якщо перенести положення всіх атомів нескінченної кристалічної ґратки в обернений простір, то вони теж будуть розташовані періодично, а отже утворювати ґратку з базисними векторами {\displaystyle g_{1},g_{2},g_{3}}. Для більшості ґраток Браве, обернена ґратка має той же тип що і оригінальна, проте є виключення: оберненої до гранецентрованої кубічної ґратки є об'ємноцентрована кубічна і навпаки, оберненої до гранецентрованої ромбічної ґратки є об'ємноцентрована ромбічна і навпаки.
Можна показати, що два хвильові вектори, {\displaystyle \mathbf {k} } і {\displaystyle \mathbf {k} +(m_{1}g_{1}+m_{2}g_{2}+m_{3}g_{3})} (вираз в дужках часто позначається як {\displaystyle G_{m}}) виражають тотожні стани, а отже можна вибрати одну комірку ґратки у оберненому просторі, що містить лише точки які не можна перетворити одна в одну трансляцією, і розглядати лише її, а решта простору добудовується трансляційною симетрією. Таку комірку називають першою зоною Бріллюена. Існує багато способів вибрати її, але найпопулярнішим є комірка Вігнера — Зейтца, оскільки вона зберігає усі симетрії кристала: для кожного вузла ґратки у комірку потрапляють ті точки, які ближчі до нього ніж до будь-якого іншого вузла. Аналогічно проводячи нормалі до більш далеких сусідів можна будувати другу, третю і т.д. зони.

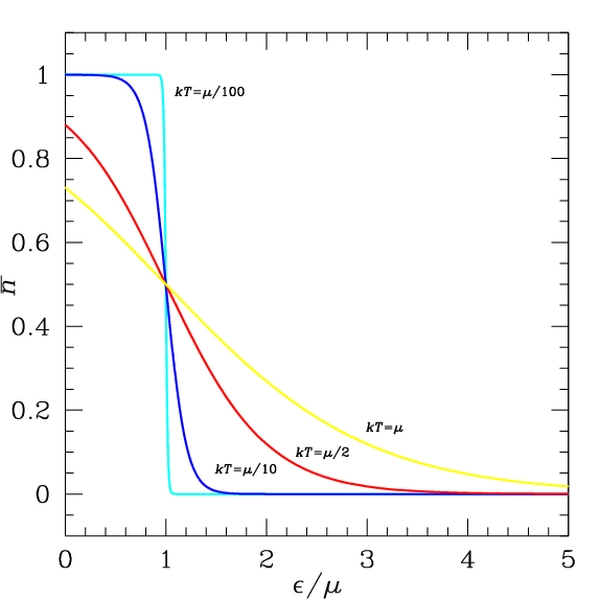
Розподіл частинок за енергіями у фермі-газі за різних температур

Розподіл енергій електронів має не такий самий вигляд як розподіл енергій частинок у газі ({\displaystyle mv^{2}/2=3/2kT}), а описується статистикою Фермі—Дірака — всі нижні енергетичні рівні є заповненими, а також існує "схил" що складається з частково заповнених рівнів біля верхньої границі, ширина якого зменшується з температурою. Крім того, з тієї ж причини, електрон може змінити свою енергію лише якщо енергетичний рівень на який він хоче перейти — вільний. Через це електрони що знаходяться на нижніх енергетичних рівнях не можуть змінити напрямок свого руху — всі доступні для переходу рівня є зайнятими, що, в свою чергу, сильно збільшує ефективну довжину вільного пробігу.
При понижені температури кількість частково заповнених рівнів стає все меншою, і графік розподілу енергії електронів обривається все більш круто, і при наближенні до абсолютного нуля формується "сходинка", різка границя, де всі стани з меншою енергією заповнені електронами, а всі стани з більшою — незаповнені. Ця границя називається енергією Фермі і позначається як {\displaystyle E_{F}}. Оскільки значення енергії і відповідного хвильового вектора пов'язані неперервною функцією, то аналогічну границю можна провести і в просторі хвильових векторів, а з міркувань, описаних вище, вона буде повністю потраплять всередину першої зони Бріллюена.
Хоча кількість станів всередині зони Брілюена залежить від розміру кристала, у тій самій мірі від розміру залежить і кількість електронів, тому доля зайнятих станів у зоні завжди буде однаковою.
Реальні кристали завжди будуть мати температуру відмінну від абсолютного нуля, тому поверхня Фермі "розмазується" деякою мірою — утворюються порожні стани з енергією меншою за енергію Фермі, і зайняті стани з більшою, проте оскільки енергія Фермі у сотні разів перевищує теплову енергію електронів за кімнатної температури, поверхня Фермі все ще є хорошим наближенням реальної ситуації.
Поверхня Фермі може як лежати повністю всередині зони Бріллюена, так і перетинати її границі.

### Існування поверхні Фермі
Електрони є ферміонами, тому у твердій речовині на них буде діяти принцип Паулі, який буде змушувати їх займати вищі енергетичні рівні. За нульової температури вони щільно займають усі доступні рівні, і існує деякий найвищий зайнятий рівень — енергія Фермі. Це вірно для і для металів і для неметалів. Проте не у всіх кристалів є поверхня Фермі.
Атоми мають енергетичні рівні — дозволені значення енергії для електронів. Якщо кілька атомів зв'язуються у кристал, валентні електрони починають мати трохи відмінні значення енергії (також через принцип Паулі), і відповідно кожен рівень розпадається на кілька підрівнів, відповідно до кількості атомів. Реальні макроскопічні кристали складаються з величезної кількості атомів, порядку 1023, тому говорять про зони, у яких енергетичні рівні, хоч і дискретні, але знаходяться так близько один від одного, що майже неперервні — електрони можуть легко переходити з рівня на рівень всередині зони (якщо на відповідному рівні є вільні місця).
Зони, що відповідають різним рівням можуть накладатися одна на одну, а можуть — ні. В останньому випадку між ними є деякий проміжок, енергії, які не може мати жоден електрон. Такий проміжок називається забороненою зоною. Часто у кристалі є багато зон, заповнених, частково заповнених або порожніх, і багато заборонених зон між ними.
Таким чином, є кілька варіантів розташування рівня Фермі у кристалі. 
- Він може знаходитися посередині деякої зони — тобто, електрони заповнюють цю зону лише частково. Така ситуація, наприклад, характерна для лужних металів — вони мають лише один валентний електрон, проте через те що на одному енергетичному рівні можуть перебувати два електрони, зона виявляється заповненою лише наполовину[22].
- Він знаходиться у забороненій зоні — у цьому випадку зона що знаходиться під забороненою (вона називається валентною заповнена повністю, а зона над забороненою (зона провідності) — повністю порожня. Електронам щоб перейти на новий рівень необхідно перестрибнути через широку заборонену зону. Ймовірність цього досить низька, тому в вільну для руху зону переходить лише невелика частина електронів. Так рівень Фермі розташовано у напівпровідниках та ізоляторах.
- Він знаходиться на перетині двох зон — у цьому випадку електрони могли б заповнити валентну зону повністю, але через те що зона провідності частково перетинається з нею, частина електронів переходить на неї, і обидві зони виявляються частково заповненими. Так відбувається, наприклад, з берилієм (і іншими лужноземельними металами) — він має два електрони на 2s-орбіталі, які повністю мали б заповнити відповідну валентну зону, проте зона провідності, утворена з 2p-орбіталей накладається на неї, і через це елемент є металом[23].

У другому з перерахованих випадків поверхні Фермі у кристалі не існує. Загалом, поширеною є думка, що саме існування поверхні Фермі визначає, чи є деяка речовина металом, чи ні.

### Ідеальний фермі-газ

Рис.1. Поверхня Фермі вільних фермионів

Розглянемо ідеальний фермі-газ {\displaystyle N} частинок. Згідно зі статистикою Фермі–Дірака, середнє число заповнення стану з енергією {\displaystyle \epsilon _{i}} дається формулою
{\displaystyle \langle n_{i}\rangle ={\frac {1}{e^{(\epsilon _{i}-\mu )/k_{\rm {B}}T}+1}},}
де,
- {\displaystyle \left\langle n_{i}\right\rangle } — середнє число заповнення {\displaystyle i}-го стану,
- {\displaystyle \epsilon _{i}} — кінетична енергія {\displaystyle i}-го стану,
- {\displaystyle \mu } — хімічний потенціал (при нульовій температурі це максимальна кінетична енергія, яку може мати частинка, тобто енергія Фермі {\displaystyle E_{\rm {F}}}),
- {\displaystyle T} — абсолютна температура
- {\displaystyle k_{\rm {B}}} — стала Больцмана.

У границі {\displaystyle T\to 0} ми маємо,
{\displaystyle \left\langle n_{i}\right\rangle \to {\begin{cases}1&(\epsilon _{i}<\mu )\\0&(\epsilon _{i}>\mu )\end{cases}}.}
За принципом заборони Паулі два ферміони не можуть перебувати в одному стані. Тому в стані найнижчої енергії частинки заповнюють усі енергетичні рівні нижче енергії Фермі {\displaystyle E_{\rm {F}}}. Можна сказати {\displaystyle E_{\rm {F}}} це енергетичний рівень, нижче якого є точно {\displaystyle N} заповнених станів. У оберненому просторі ці частинки заповнюють певний об'єм, поверхня якого називається поверхнею Фермі.  Поверхня Фермі ідеального фермі-газу є сферою (Рис.1), радіус якої (модуль хвильового вектора Фермі)
{\displaystyle k_{\rm {F}}={\frac {p_{\rm {F}}}{\hbar }}={\frac {\sqrt {2m^{*}E_{\rm {F}}}}{\hbar }}=2\pi {{\left({\frac {3n_{v}}{8\pi }}\right)}^{{}^{1}\diagup {}_{3}}}},
визначається концентрацією електронів {\displaystyle n_{v}=N/V}, де {\displaystyle p_{F}}- імпульс Фермі, {\displaystyle m^{*}}- ефективна маса електрону, {\displaystyle \hbar } — зведена стала Планка, {\displaystyle V} - об'єм, що займає фермі-газ.

### Кристалічні провідники
В металах рівень Фермі знаходиться у не повністю заповненій зоні - зоні провідності.  Матеріал, рівень Фермі якого потрапляє в проміжок між енергетичними зонами (валентної зони та зони провідності), є ізолятором або напівпровідником залежно від ширини забороненої зони. 

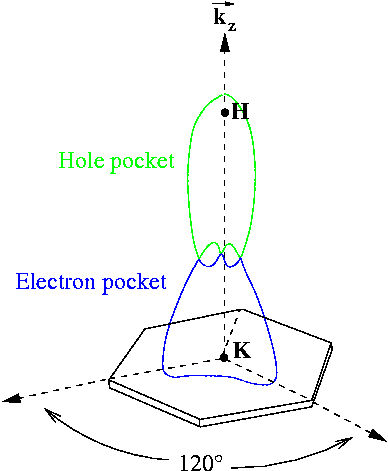
Рис. 2: Вид поверхні Фермі графіту в кутових Н точках зони Бріллюена, показує тригональну симетрію електронних і діркових кишень.

Поверхня Фермі матеріалів зі складною кристалічною структурою — складна періодична поверхня, яка у більшості металів безперервним образом проходить через всю обернену ґратку (відкрита поверхня Фермі). Замкнена поверхня Фермі періодично повторюється в кожній комірці оберненого простору. У тих випадках, коли в металі є декілька частково заповнених зон, поверхня Фермі розпадається на кілька поверхонь(за кількістю незаповнених зон), що розміщені в одній комірці.  Рисунок 2 ілюструє анізотропну поверхню Фермі графіту, який має на поверхні Фермі як електронні, так і діркові (з негативною ефективною масою)  кишені через численні енергетичні зони, що перетинають енергію Фермі вздовж {\displaystyle \mathbf {k} _{z}} напрямку.
Одним з методів, що враховує симетрію кристалу, побудови Фермі поверхні є наближення майже вільних електронів. У нульовому наближенні поверхня Фермі є сукупністю сфер радіуса {\displaystyle k_{\rm {F}}} з центрами у точках оберненого простору, що відповідають {\displaystyle \mathbf {k} =2\pi \mathbf {K} }, де {\displaystyle \mathbf {K} } - довільний вектор оберненої ґратки. Часто в металах радіус поверхні Фермі {\displaystyle k_{\rm {F}}} більше, ніж розмір першої зони Бріллюена, що призводить до того, що частина поверхні Фермі лежить у другій (або вище) зонах. Як і у випадку самої зонної структури, поверхню Фермі можна відобразити у схемі розширеної зони, де {\displaystyle \mathbf {k} } дозволяється мати як завгодно великі значення, або в схемі зведеної зони, де хвильові вектори менше за модулем {\textstyle {\frac {2\pi }{a}}} (у 1-вимірному випадку) де {\displaystyle a} — стала ґратки. У тривимірному випадку схема зведеної зони означає, що для будь-якого хвильового вектора {\displaystyle \mathbf {k} } існує відповідна кількість обернених векторів решітки {\displaystyle \mathbf {K} }, яка віднімається так, що новий вектор {\displaystyle \mathbf {k} } тепер ближче до початку координат у {\displaystyle \mathbf {k} } — просторі, ніж будь-який вектор {\displaystyle \mathbf {K} }.
Тверді тіла з великою щільністю станів на рівні Фермі стають нестабільними при низьких температурах і мають тенденцію утворювати основні стани, де енергія конденсації надходить від відкриття щілини на поверхні Фермі. Прикладами таких основних станів є надпровідники, феромагнетики, конфігурації Яна-Теллера та хвилі спінової щільності.
Результати теоретичного обчислення поверхонь Ферми багатьох металів наведені в Fermi Surface Database.

## Експеримент

### Магнітні осциляції
Електронні поверхні Фермі можна вивчати шляхом спостереження осциляцій термодинамічних і транспортних властивостей у магнітних полях, {\displaystyle H}, наприклад, ефект де Гааза–ван Альфена (дГвА) і ефект Шубникова–де Гааза (ШдГ). Перше — це коливання магнітної сприйнятливості, а друге — питомого опору. Коливання є періодичними з {\displaystyle 1/H} і виникають через квантування енергетичних рівнів у площині, перпендикулярній до магнітного поля, явище, вперше передбачене Левом Ландау. Нові стани називаються рівнями Ландау і розділені енергією {\displaystyle \hbar \omega _{\rm {c}}} де {\displaystyle \omega _{\rm {c}}=eH/m_{c}c} називається циклотронною частотою, {\displaystyle e} — це електронний заряд, {\displaystyle m_{c}} — циклотронна маса електрона і {\displaystyle c} — швидкість світла. У відомих роботах Ларс Онсагер  та Ілля Ліфшиць  довели, що період коливань {\displaystyle \Delta H} пов'язаний з екстремальними (тобто максимальними або мінімальними) площинами поперечних перерізів поверхні Фермі перпендикулярно напрямку магнітного поля, {\displaystyle S_{m}(\epsilon _{F})}, за рівнянням Ліфшиця - Онсагера 
{\displaystyle S_{m}(\epsilon _{F})={\frac {2\pi e\Delta H}{\hbar c}}}.
Таким чином, визначення періодів коливань для різних напрямків прикладеного поля дозволяє визначити поверхню Фермі. Спостереження коливань дГвА та ШдГ потребує магнітних полів, достатньо великих, щоб розмір циклотронної орбіти був меншим за середню довжину вільного пробігу.

### Фотоемісійна спектроскопія

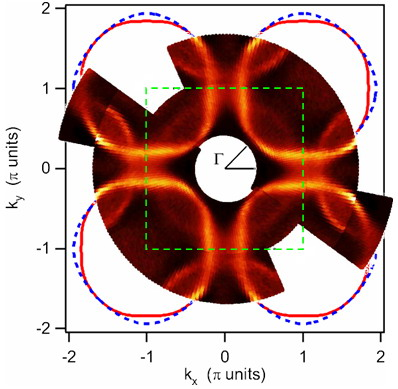
Рис. 3: Поверхня Фермі BSCCO, виміряна за допомогою ARPES. Експериментальні дані представлені у вигляді графіка інтенсивності в жовто-червоно-чорній шкалі. Зелений пунктирний прямокутник представляє зону Бріллюена площини CuO_{2} BSCCO.

Найбільш безпосереднім експериментальним методом для визначення електронної структури кристалів у просторі імпульс-енергія (див. Обернена ґратка) і, отже, поверхні Фермі, є фотоелектронна спектроскопія з кутовим розділенням (ARPES, Angle-resolved photoemission spectroscopy). Приклад поверхні Фермі надпровідних купратів, виміряних за допомогою ARPES, показаний на Рис. 3.

### Електрон - позитронна анігіляція

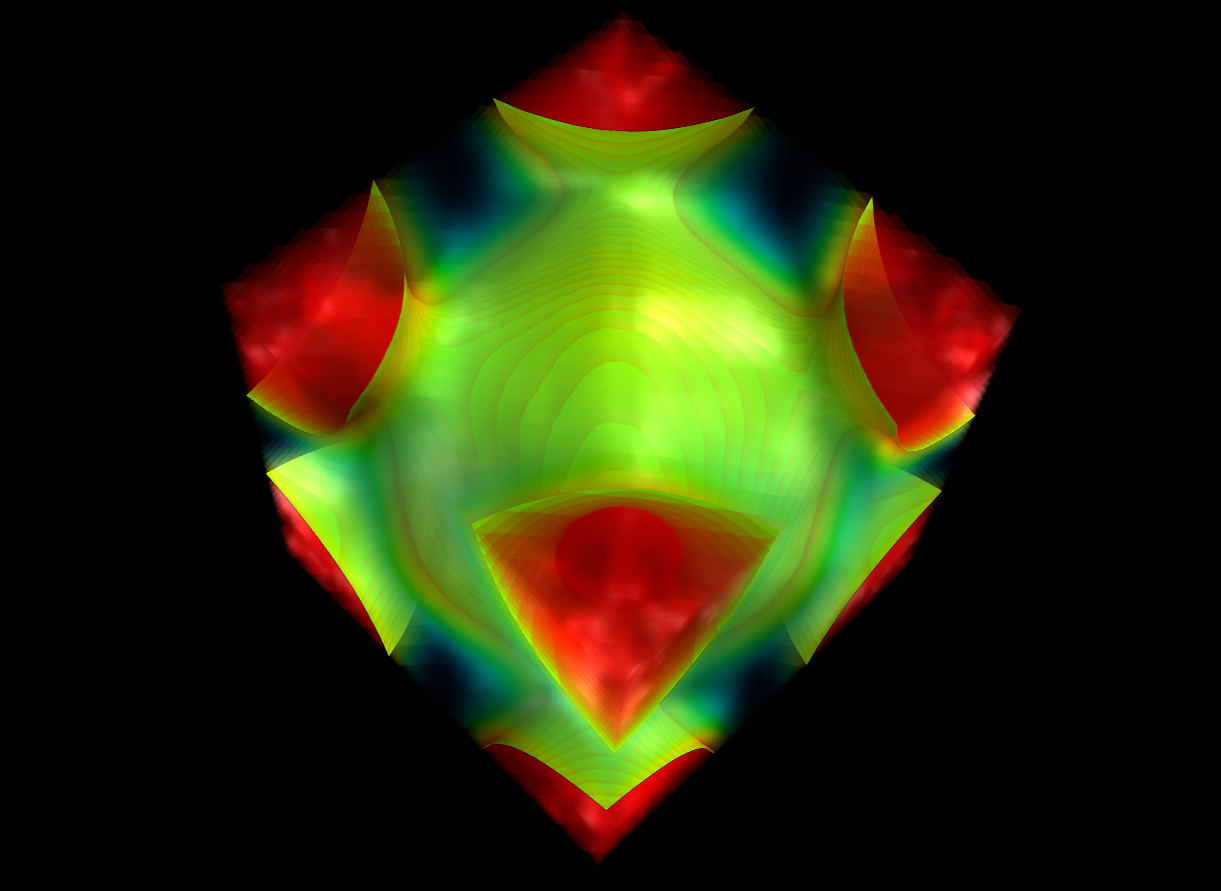
Рис. 4: Поверхня Фермі міді в схемі зведеної зони, виміряна за допомогою 2D ACAR.

За допомогою анігіляції позитронів також можна визначити поверхню Фермі, оскільки процес анігіляції зберігає імпульс початкової частинки. Відповідна експериментальна техніка називається кутовою кореляцією випромінювання анігіляції (ACAR, Angular Correlation of Annihilation Radiation), оскільки вона вимірює кутове відхилення від 180 градусів обох квантів анігіляції. Таким чином можна зондувати щільність електронного імпульсу твердого тіла та визначити поверхню Фермі. Крім того, за допомогою спін-поляризованих позитронів можна отримати розподіл імпульсу для двох спінових станів у намагнічених матеріалах. ACAR має багато переваг і недоліків у порівнянні з іншими експериментальними методами: він не залежить від умов ультра високого вакууму, кріогенних температур, високих магнітних полів або повністю впорядкованих сплавів. Однак ACAR потребує зразків з низькою концентрацією вакансій, оскільки вони діють як ефективні пастки для позитронів. Таким чином в 1978 році було отримано перше визначення розмитої поверхні Фермі в 30 % сплаві. Поверхня Фермі міді, що була відбудована за допомогою ACAR, приведена на Мал. 4.